# Кизловка
Кизловка (укр. Кізлівка) — село,
Кизловский сельский совет,
Чернухинский район,
Полтавская область,
Украина.
Код КОАТУУ — 5325181701. Население по переписи 2001 года составляло 842 человека.
Является административным центром Кизловского сельского совета, в который, кроме того, входят сёла
Беличево,
Галяво,
Ковали и
Липовое.

## Географическое положение
Село Кизловка находится на правом берегу реки Многа,
выше по течению на расстоянии в 1,5 км расположено село Липовое,
ниже по течению примыкает село Ковали,
на противоположном берегу — пгт Чернухи и село Харсики.
На расстоянии в 0,5 км расположено село Галяво.
Рядом проходят автомобильные дороги Р-60 и Т-1714.

## Экономика
- ООО «Зернопродукт».
- ООО «Проминь».
- ООО «Чорнухинская МТС».

## Объекты социальной сферы
- Школа.

## Достопримечательности
- Братская могила советских воинов.

## Известные люди
В селе родился Герой Советского Союза Василий Луговой.